# 744. pehotni polk (Wehrmacht)
Za druge 744. polke glejte 744. polk.
744. pehotni polk (izvirno nemško Infanterie-Regiment 744) je bil eden izmed pehotnih polkov v sestavi redne nemške kopenske vojske med drugo svetovno vojno.

## Zgodovina
Polk je bil ustanovljen 1. maja 1941 kot polk 15. vala na področju WK XI iz nadomestnih enot za potrebe zasedbenih nalog v Severni Franciji; polk je bil dodeljen 711. pehotni diviziji.
23. aprila 1942 so bile 4., 8. in 12. četa reorganizirane v strojnične čete.
15. oktobra 1942 je bil polk preimenovan v 744. grenadirski polk.